# (36) Atalante
Pour les articles homonymes, voir Atalante (homonymie).
(36) Atalante est un grand astéroïde, sombre, de la ceinture principale d'astéroïdes. Il a été découvert par l'astronome franco-allemand Hermann M. S. Goldschmidt le 5 octobre 1855, et nommé par le mathématicien et astronome français Urbain Le Verrier d'après l'héroïne de la mythologie grecque, Atalante (Atalante est la forme française et allemande). L'astéroïde est également classé comme astéroïde de type C, selon le système de classification de Tholen.
L'observation de la courbe de lumière de l'astéroïde indique qu'il est en rotation avec une période de 9,93 ± 0,01 heures. Pendant cet intervalle, la magnitude varie selon une amplitude de 0,12 ± 0,02. En combinant les résultats de plusieurs courbes de lumière, la forme ellipsoïdale approximative de l'objet peut être estimée. Il semble avoir un axe légèrement plus allongé d'environ 28,2% par rapport aux deux autres. Atalante a été observé par radar au radiotélescope d'Arecibo en octobre 2010.
Cet astéroïde est verrouillé dans une résonance de son moyen mouvement avec les planètes Jupiter et Saturne. La durée de Liapounov calculée pour cet astéroïde est de seulement 4000 années, cela signifiant qu'il occupe une orbite très chaotique qui va évoluer de façon aléatoire au fil du temps en raison des perturbations gravitationnelles des planètes. Cette valeur particulière est la durée de Liapounov la plus courte des 100 premiers astéroïdes nommés.

## Compléments